# Folx-les-Caves
Folx-les-Caves is een dorp in de Belgische provincie Waals-Brabant en een deelgemeente van de gemeente Orp-Jauche. Het was een zelfstandige gemeente tot het bij de fusie van 1971 toegevoegd werd aan de gemeente Geten die zelf op zijn beurt in 1977 opging in de nieuwe fusiegemeente Orp-Jauche. Folx-les-Caves is vooral bekend omwille van zijn grotten.
Het dorp ligt in het zuidwesten van de gemeente Orp-Jauche. De Kleine Gete stroomt door de deelgemeente. Het is een Haspengouws landbouwdorp dat zich stilaan ontwikkelt tot een woondorp. Er is nog in ruime mate akkerbouw aanwezig.

## Geschiedenis
Folx-les-Caves behoorde tot de meierij Geest-Gérompont in het hertogdom Brabant. Het dorp was in het bezit van het kapittel van Sint-Dionysius van Luik die de heerlijkheid in voogdij gaf aan de heer van Geten. Vanaf 1245 begon de abdij van Villers meer en meer gronden te verwerven in het dorp. Tijdens de Slag bij Ramillies in 1706 werden er in het dorp zware vernielingen aangericht.
Bij het ontstaan van de gemeenten in 1795 werd Folx-les-Caves een zelfstandige gemeente. Reeds in 1809 werd gepoogd om Folx te laten samengaan met Autre-Eglise maar dit ging uiteindelijk niet door. Vanaf 1886 tot in 1975 werden er in de grotten champignons gekweekt.

## Bezienswaardigheden
- De grotten van Folx-les-Caves werden in 1993 beschermd als monument en zijn sindsdien te bezichtigen. In deze grotten zijn diverse scènes opgenomen van de BRT tv-jeugdserie Johan en de Alverman in de jaren 60.
- De Sint-Petruskerk (Église Saint-Pierre) uit 1777-1780 werd gebouwd door de monniken van de abdij van Villers tegen de overgebleven toren van de vroegere romaanse kerk uit de 11de en 12de eeuw.
- De Moulin Bauwin is een bovenslagmolen op de Kleine Gete.

## Natuur en landschap
Folx-les-Caves ligt aan de Kleine Gete en is bekend vanwege de door de mens uitgehouwen mergelgrotten. De hoogte aan de kerk bedraagt 117 meter. 

## Demografische ontwikkeling
- Bronnen:NIS, Opm:1831 tot en met 1961=volkstellingen

## Nabijgelegen kernen
Autre-Église, Jauche, Jandrenouille, Ramillies
Deelgemeenten: Énines · Folx-les-Caves · Geten · Jandrain-Jandrenouille · Marilles · Noduwez · Orp-le-Grand

Overige plaatsen: Jandrain · Jandrenouille

Belgische gemeenten · Arrondissement Nijvel · Waals-Brabant · Wallonië